# Darja Domratschawa
Darja „Dascha“ Uladsimirauna Domratschawa (belarussisch Дар’я Уладзіміраўна Домрачава, russisch Дарья Владимировна Домрачева/Darja Wladimirowna Domratschewa, engl. Transkription Darya Domracheva; * 3. August 1986 in Minsk) ist eine ehemalige belarussische Biathletin. Sie gewann 2014 und 2018 insgesamt vier olympische Goldmedaillen und gehört damit zu den historisch erfolgreichsten Vertreterinnen ihrer Sportart. 2014/15 belegte sie den ersten Platz im Gesamtweltcup.
Domratschawa wuchs in Sibirien auf und trat im Nachwuchsbereich zunächst für Russland an. 2004 kehrte sie in ihr Geburtsland Belarus zurück, für das sie fortan international startete. 2006 debütierte sie im Biathlon-Weltcup. Ihre ersten Weltcupsiege feierte sie im März 2010. Insgesamt entschied Domratschawa bis zum Ende ihrer Laufbahn 2018 in der Wettkampfserie 31 Rennen für sich. Im Winter 2011/12 verpasste sie den Gesamtsieg als Zweite mit knappem Rückstand auf Magdalena Neuner. Drei Jahre später siegte sie in der Weltcup-Gesamtwertung vor Kaisa Mäkäräinen. Domratschawa nahm an drei Olympischen Winterspielen teil: 2010 in Vancouver gewann sie die Bronzemedaille im Einzelrennen; 2014 in Sotschi wurde sie dreifache Olympiasiegerin in der Verfolgung, im Einzel sowie im Massenstart; 2018 in Pyeongchang siegte sie bei ihrem letzten olympischen Auftritt mit der Staffel und gewann eine weitere Silbermedaille im Massenstart. Außerdem errang sie 2012 und 2013 insgesamt zwei Weltmeistertitel.
Seit Juli 2016 ist Domratschawa mit dem achtfachen Olympiasieger Ole Einar Bjørndalen verheiratet. Nach dem gemeinsamen Karriereende 2018 trainierte das Paar von 2019 bis 2022 das chinesische Biathlonteam in der Vorbereitung auf die Olympischen Winterspiele 2022 in Peking. Während ihrer aktiven Laufbahn genoss Domratschawa große Popularität in Belarus. Nach ihren olympischen Erfolgen 2014 erhielt sie als erste Frau und elfte Person insgesamt die Auszeichnung Held von Belarus.

## Werdegang

### Kindheit und Jugend in Russland (bis 2003)
Darja Domratschawa wurde 1986 als Tochter eines Architektenpaares in Minsk, der Hauptstadt der Weißrussischen Sozialistischen Sowjetrepublik, geboren. Sie hat einen vier Jahre älteren Bruder. 1990 zog die Familie in die westsibirische Oblast Tjumen. Domratschawas Eltern fanden Arbeit in der Stadt Njagan, die dank der Erdölförderung einen wirtschaftlichen Aufschwung erlebte. Im Alter von sechs Jahren begleitete Domratschawa ihren Bruder zum Skilanglauftraining. Sie wurde jüngstes Mitglied der Trainingsgruppe und erfuhr besondere Förderung durch ihren ersten Skitrainer Andrei Doroschenko, der sie in den folgenden fünfeinhalb Jahren betreute. Doroschenko erinnerte sich später an Domratschawa als lernwillige Schülerin, die sich vor allem durch ihre Intelligenz ausgezeichnet habe: Sie habe bei ihm keine Trainingseinheit verpasst und Hinweise zur Verbesserung ihrer Skitechnik innerhalb kurzer Zeit umgesetzt. Nach wenigen Jahren war sie gemäß Doroschenkos Erinnerung auf der Strecke schneller als die Jungen in ihrem Alter.
Zum Biathlon wechselte Domratschawa mit zwölf Jahren. Ihr Interesse an der Sportart erklärte sie später damit, dass sie unberechenbarer als Skilanglauf sei, weil neben der körperlichen Verfassung auch andere Faktoren eine Rolle spielten. Biathlon erfordere es, mehr nachzudenken und zu analysieren. Unter der Anleitung von Albert Musin trainierte Domratschawa zunächst an der 1998 eröffneten Biathlon-Schule in Njagan, ehe sie 2001 in das Nachwuchsteam des Autonomen Kreises der Chanten und Mansen in Chanty-Mansijsk aufgenommen wurde. Zwei Jahre später gewann sie mit der russischen Mixed-Staffel die Silbermedaille beim Europäischen Olympischen Winter-Jugendfestival im slowenischen Bled. In dieser Zeit war Domratschawa gut mit der gleichaltrigen späteren russischen Spitzenbiathletin Swetlana Slepzowa befreundet, auch zu Anton Schipulin hatte sie engen Kontakt. Noch Jahre später erfuhr sie bei Wettkämpfen in Russland große Unterstützung durch die heimischen Fans.
2002 begann Domratschawa ein Sportmanagement-Studium an der Universität Tjumen. Später studierte sie parallel zu ihrer sportlichen Laufbahn in Minsk an der Belarussischen staatlichen Wirtschaftsuniversität: 2009 erlangte sie dort einen Abschluss in Tourismusmanagement, 2015 einen weiteren in Handelsrecht.

### Erste internationale Erfolge für Belarus (2004 bis 2008)
Während ihrer Kindheit und Jugend in Russland hatte Domratschawa durchgängig familiäre Beziehungen nach Belarus. Ihre Sommerferien verbrachten sie und ihr Bruder regelmäßig bei ihren Großeltern mütterlicherseits in Minsk. In späteren Interviews sagte Domratschawa, sie habe den Aufenthalt in Sibirien immer nur als vorübergehend betrachtet. Ihre Heimat habe sie stets in Belarus gesehen. 2004 zog Domratschawa mit 17 Jahren von Njagan in ihre Geburtsstadt Minsk zurück. Gemäß ihrer Darstellung war der belarussische Frauen-Cheftrainer Nikolai Sacharow nach ihren Erfolgen im Juniorenbereich auf sie aufmerksam geworden und hatte ihr das Angebot unterbreitet, gemeinsam mit dem Nationalkader um die erfahrenen Athletinnen Alena Subrylawa und Wolha Nasarawa zu trainieren. Gleichzeitig mit Domratschawa stieß auch die in etwa gleichaltrige Nadseja Skardsina zum Team, die in späteren Jahren zum festen Bestandteil belarussischer Staffeln wurde.
Anfang 2005 trat Domratschawa zum ersten Mal auf internationaler Ebene für Belarus an. Sie gewann im März zwei Goldmedaillen in Sprint und Verfolgung bei den Jugendweltmeisterschaften in Kontiolahti. Als Juniorin gewann sie 2006 in Presque Isle mit Bronze in der Verfolgung (beim Sieg Magdalena Neuners) sowie 2007 in Martell mit Silber in Sprint und Verfolgung (jeweils hinter ihrer früheren Teamgefährtin Swetlana Slepzowa) weitere WM-Medaillen. Domratschawa debütierte im Dezember 2006 im Biathlon-Weltcup, wo sie bei ihrem ersten Auftritt einen 16. Rang im Sprint von Östersund erreichte. Im weiteren Verlauf der Saison 2006/07 platzierte sie sich in sechs Weltcupeinzelrennen unter den ersten Zehn. Zudem errang sie zwei Titel – im Sprint und mit der Staffel – bei den schwächer besetzten Europameisterschaften im bulgarischen Bansko und triumphierte im Sprint bei der Winter-Universiade 2007 in Turin. Ihre erste Medaille bei Weltmeisterschaften gewann Domratschawa 2008 in Östersund an der Seite von Ljudmila Kalintschyk, Rustam Waliullin sowie Sjarhej Nowikau mit der belarussischen Mixed-Staffel, die auf dem zweiten Platz hinter dem deutschen Quartett ins Ziel kam.

### Aufstieg in die Weltspitze (2008 bis 2013)
Vor der Saison 2008/09 wurde Klaus Siebert Teil des belarussischen Trainerteams. Domratschawa bezeichnete Siebert in den folgenden Jahren als Vaterfigur, Beobachter sprachen ihm einen großen Anteil an ihrem Aufstieg in die Weltspitze zu. Unter Sieberts Anleitung verbesserten sich insbesondere Domratschawas Schießleistungen: Ihre Trefferquoten erhöhten sich von Werten zwischen 76 und 78 Prozent auf zwischenzeitlich 85 Prozent. Auf der Strecke gehörte sie in den Jahren ab 2008 stets zu den fünf schnellsten Sportlerinnen im Weltcup. Mit diesen Leistungen stieg Domratschawa zu den weltweit führenden Biathletinnen auf. Im Januar 2009 stand sie als Dritte des Sprints von Ruhpolding zum ersten Mal in einem Weltcup-Einzelrennen auf dem Podium. Gut ein Jahr später gewann sie bei den Olympischen Winterspielen 2010 in Vancouver die Bronzemedaille im 15-Kilometer-Rennen mit einem Schießfehler und einer knappen halben Minute Rückstand auf die Siegerin Tora Berger. Ihre ersten Weltcupsiege feierte Domratschawa am 13. und 14. März 2010 bei den Sprint- und Verfolgungswettkämpfen in Kontiolahti. In der Saison 2010/11 entschied sie die Weltcupwertung im Massenstart für sich. Zuvor hatte sie in dieser Disziplin die Silbermedaille bei den Weltmeisterschaften 2011 gewonnen, fünf Sekunden hinter der Siegerin Magdalena Neuner.
Im Winter 2011/12 konkurrierten Domratschawa und Neuner um den Sieg im Gesamtweltcup. Neuner entschied 10 der 26 Saisonrennen für sich, Domratschawa siegte in sechs Wettkämpfen und hatte am Saisonende im Klassement 28 Punkte Rückstand auf ihre Kontrahentin (1188 gegenüber 1216 Punkte). Bei den Weltmeisterschaften 2012 in Ruhpolding triumphierte Neuner im Sprint vor Domratschawa, in der Verfolgung drehte sich das Ergebnis um. Über die Saison gesehen war Domratschawa im Vergleich mit Neuner auf der Strecke die schnellere Läuferin und hatte eine ähnliche Trefferquote, verlor aber durch langsamere Schießeinlagen pro Schießen im Schnitt fünf Sekunden auf die Deutsche. Das Verhältnis der beiden Athletinnen galt als ausgesprochen respektvoll. Domratschawa erklärte im März 2012 ihr Bedauern über Neuners frühes Karriereende, weil sie gerne noch länger gegen sie angetreten wäre. Nach Neuners Rücktritt wurde Domratschawa für die Saison 2012/13 als Favoritin gehandelt, blieb aber als erneut Zweitplatzierte der Weltcup-Gesamtwertung wegen der schwächeren Schießleistung klar hinter Tora Berger zurück. Bei den Weltmeisterschaften 2013 in Nové Město na Moravě verpasste sie in den ersten drei Einzelwettkämpfen Top-20-Ergebnisse, siegte aber im abschließenden Massenstart vor Berger und gewann damit ihren zweiten Weltmeistertitel.

### Olympiasiege in Sotschi und Pyeongchang und Triumph im Gesamtweltcup (2014 bis 2018)
Bei den Olympischen Winterspielen 2014 in Sotschi gewann Domratschawa drei Goldmedaillen: im Verfolgungsrennen (nach einem neunten Platz im Sprint), im 15-Kilometer-Einzelwettkampf sowie im Massenstart. Sie hatte bei jedem ihrer Siege einen deutlichen Vorsprung von mehr als 20 Sekunden auf die jeweilige Zweitplatzierte. Journalisten und Kontrahentinnen würdigten besonders die leichtfüßigen, tänzerisch wirkenden Auftritte Domratschawas auf der matschigen, schlecht präparierten Piste, bei denen sie auch von ihrem geringen Körpergewicht (weniger als 60 Kilogramm bei einer Körpergröße von 1,68 Meter) profitierte. Mit der belarussischen Frauenstaffel verpasste sie als Vierte um knapp acht Sekunden eine weitere Medaille. Domratschawa gehörte mit drei Olympiasiegen neben dem russischen Shorttracker Wiktor Ahn und der norwegischen Skilangläuferin Marit Bjørgen zu den erfolgreichsten Sportlern bei den Winterspielen in Sotschi. In der Gesamtweltcupwertung 2013/14 belegte sie mit vier Saisonsiegen Rang drei hinter Tora Berger und Kaisa Mäkäräinen. Zudem gewann sie – wie zuvor schon 2011 und 2012 – die Disziplinenwertung im Massenstart.
Domratschawas langjähriger Trainer Klaus Siebert beendete 2014 aus gesundheitlichen Gründen seine Arbeit in Belarus. Ihm folgte der Österreicher Alfred Eder, unter dessen Anleitung Domratschawa Gesamtweltcupsiegerin 2014/15 wurde. Sie entschied neun Rennen der Wettkampfserie für sich und hatte im Gesamtklassement am Saisonende 47 Punkte Vorsprung auf Kaisa Mäkäräinen (1094 gegenüber 1047 Punkte). Die Entscheidung über den Weltcuperfolg fiel im letzten Rennen in Chanty-Mansijsk, in dem Domratschawa den vierten Rang erreichte und Mäkäräinen den dreizehnten Platz belegte.

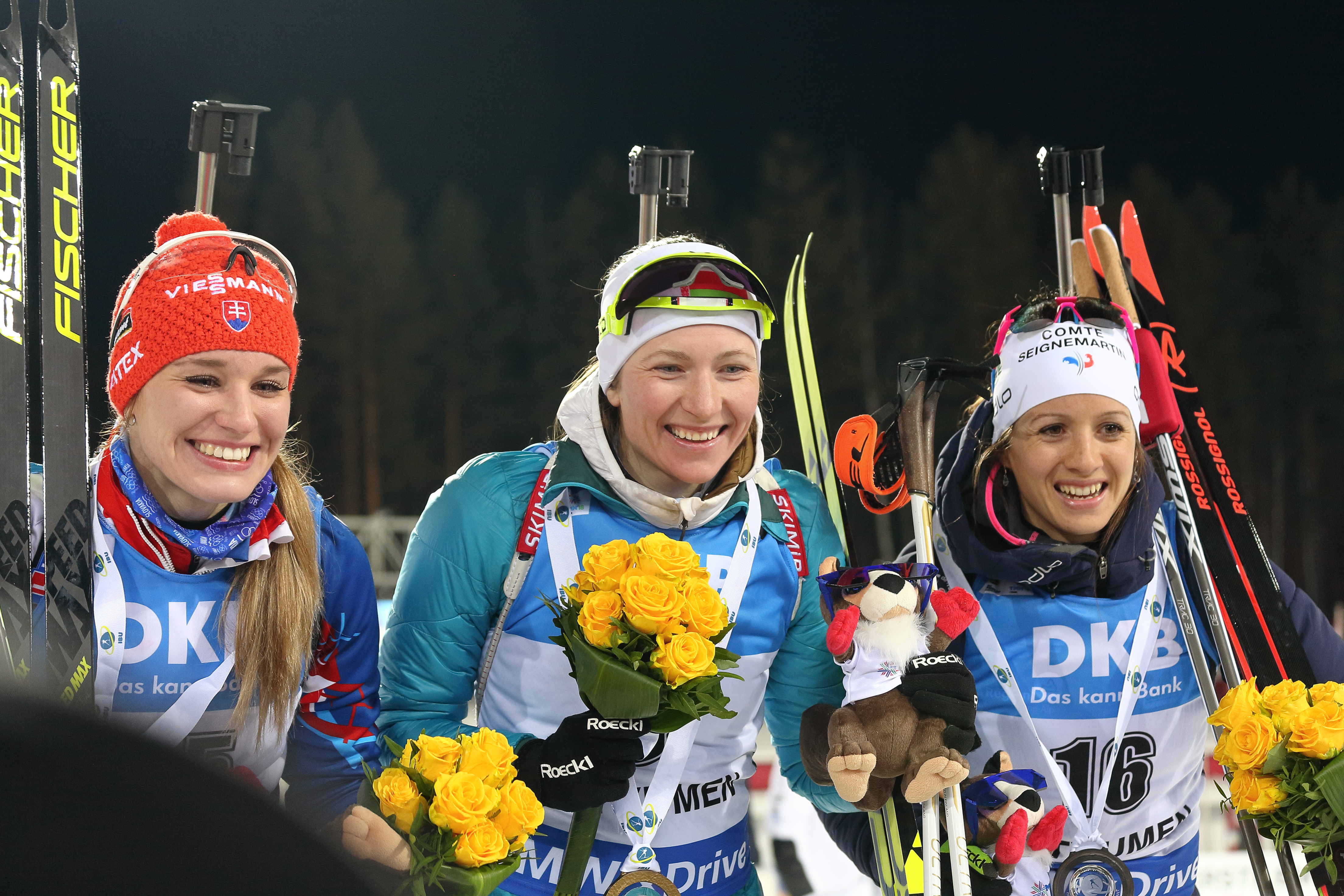
Domratschawa (Mitte) siegte bei ihrem letzten Weltcuprennen im März 2018 in Tjumen vor Paulína Fialková (links) und Anaïs Chevalier (rechts).

Wegen einer im Sommer 2015 diagnostizierten Erkrankung an Pfeiffer-Drüsenfieber verzichtete Domratschawa auf Wettkampfteilnahmen in der folgenden Saison. Im Frühjahr 2016 machten sie und der mehrfache Biathlon-Olympiasieger Ole Einar Bjørndalen öffentlich, dass sie ein gemeinsames Kind erwarteten. Das Paar heiratete am 7. Juli 2016, die Tochter wurde im Oktober in Minsk geboren. Drei Monate später trat Domratschawa – nach einer Wettkampfpause von insgesamt 656 Tagen – wieder im Weltcup an: Bei ihrer Rückkehr am 6. Januar 2017 belegte sie den 37. Rang im Sprint von Oberhof. Den anfänglichen Trainingsrückstand holte sie nach Übungsplänen von Bjørndalens langjährigem Betreuer Roger Grubben schnell auf. Im Februar gewann sie nach einem Rennen ohne Schießfehler die Silbermedaille in der Verfolgung bei den Weltmeisterschaften in Hochfilzen. Am gleichen Ort feierte sie im Sprint im Dezember 2017 den ersten Weltcupsieg seit ihrer Wettkampfpause. Bis zum Ende des Winters 2017/18 entschied Domratschawa fünf weitere Einzelrennen für sich, darunter den Massenstart beim Saisonfinale in Tjumen. Mit 18 Punkten Rückstand auf die Siegerin Kaisa Mäkäräinen belegte sie Rang drei im Gesamtweltcup. Außerdem gewann sie als Schlussläuferin der belarussischen Staffel gemeinsam mit ihrer langjährigen Teamkollegin Nadseja Skardsina sowie mit den jüngeren Iryna Kryuko und Dsinara Alimbekawa bei den Winterspielen 2018 in Pyeongchang ihre insgesamt vierte olympische Goldmedaille. Zuvor hatte sie in Pyeongchang im Massenstart bereits olympisches Silber hinter Anastasiya Kuzmina gewonnen. Domratschawa wurde als erste (weibliche) Biathletin vierfache Olympiasiegerin. Sie löste damit Kati Wilhelm in dieser Statistik als erfolgreichste Teilnehmerin an olympischen Biathlon-Wettbewerben ab.

### Rücktritt vom aktiven Sport und Trainertätigkeit (seit 2018)
Am 25. Juni 2018 gab Domratschawa im Alter von 31 Jahren ihr Karriereende bekannt. Sie begründete ihren Rückzug vom aktiven Sport damit, dass sie keine Lösung gefunden habe, um langfristig ihr Kind und ihre Laufbahn zu vereinen. Ihr letztes internationales Rennen bestritt sie gemeinsam mit ihrem Ehemann Ole Einar Bjørndalen bei der World Team Challenge 2018 in der Gelsenkirchener Veltins-Arena. Auf nationaler Ebene wurde Domratschawa zusammen mit Nadseja Skardsina beim Legends Race im Wintersportkomplex Raubitschy im Rahmen der Europameisterschaften im Februar 2019 verabschiedet.
Im Herbst 2019 übernahmen Bjørndalen und Domratschawa die Betreuung des chinesischen Biathlonteams in der Vorbereitung auf die Olympischen Winterspiele 2022 in Peking. Domratschawa trug die Verantwortung für das Frauenteam, das seit den Winterspielen 2010 (nach den Rücktritten vorheriger Spitzenathletinnen) im Weltcup weitgehend erfolglos war. Sie bezeichnete die Aufgabe in einem Interview im Februar 2021 als „interessante Herausforderung“. Als Schwierigkeit nannte sie vor allem die fehlende Wettkampfpraxis der Sportler wegen der strengen COVID-19-Maßnahmen: Im gesamten Winter 2020/21 trat das chinesische Team nicht im Weltcup an. In der Saison 2021/22 erreichten die von Domratschawa betreuten Sportlerinnen sporadisch die Weltcup-Punkteränge, wobei das beste Ergebnis der 16. Rang von Zhang Yan im Einzelrennen beim Saisonauftakt in Östersund war. Bei den olympischen Biathlonwettkämpfen in Zhangjiakou erreichte keine Chinesin ein Top-30-Einzelergebnis, die Staffel belegte den zwölften Rang. Mit den Winterspielen endete die Zusammenarbeit von Bjørndalen und Domratschawa mit dem chinesischen Verband. Anschließend zog die Familie nach Monaco.

## Leistungen im Laufen und Schießen

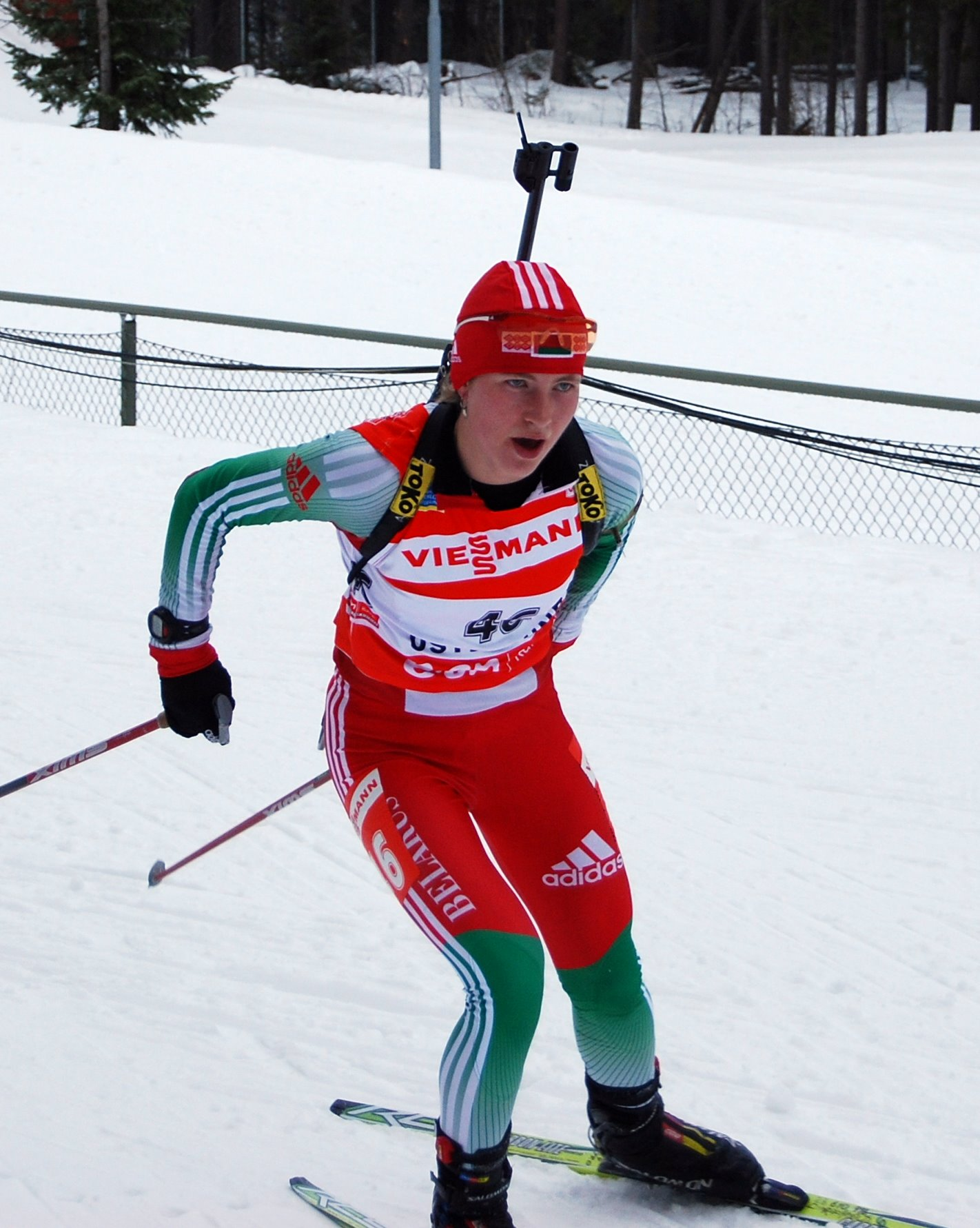
Domratschawa auf der Strecke während der Weltmeisterschaften 2008 in Östersund

Während ihrer gesamten Biathlonlaufbahn zählte Darja Domratschawa zu den stärksten Läuferinnen im Weltcupfeld. Ihre Laufzeiten waren von 2006 bis 2018 im Schnitt jeweils vier bis sieben Prozent schneller als der Median des Feldes. In den Saisons 2011/12 (vor Kaisa Mäkäräinen und Magdalena Neuner) sowie 2013/14 (vor Mäkäräinen und Tora Berger) führte sie die von der Internationalen Biathlon-Union veröffentlichte Statistik der besten Skileistungen an. Eine zentrale Rolle spielte dabei der von Experten und Konkurrentinnen als „unvergleichlich ästhetisch“ bewertete Laufstil Domratschawas, der sich durch kraftvolle Schritte und lange Gleitphasen auszeichnete. Domratschawa sagte 2012 in einem Interview, dass sie durch ihre Technik eine Menge Energie sparen könne, weil sie weniger zusätzliche Bewegungen machen müsse und ihre Muskeln deswegen langsamer übersäuerten. Sie erklärte ihre Vorteile beim Laufen mit einem von Natur aus guten Gleichgewichtssinn und ausgeprägter Bewegungskoordination. Schon als sie als Kind die Skating-Technik erlernte, hätten die Betreuer sie als Vorbild für die Jungen ihrer Gruppe genutzt. In der Folge habe sie das Glück gehabt, dass kein Trainer sie komplett nach seinen Vorstellungen habe formen wollen.
Die durchschnittliche Trefferquote Domratschawas lag in den meisten Weltcupsaisons zwischen 80 % und 85 %, wobei sie im liegenden Anschlag teilweise mit mehr als 90 % ihrer Schüsse traf und stehend entsprechend schwächer war. Liegend schoss Domratschawa von links nach rechts, stehend begann sie mit einem Schuss auf die mittlere der fünf Scheiben. 2009 sagte sie, dass ihr diese Reihenfolge helfe, sich auf jeden Schuss zu konzentrieren. Mit durchschnittlichen Schießzeiten von 33 bis 35 Sekunden gehörte sie unter den Spitzenbiathletinnen zu den langsamen Schützinnen. Auf Athletinnen wie Tora Berger verlor sie teilweise pro Schießen mehr als fünf Sekunden.
Mehrmals unterliefen Domratschawa am Schießstand Missgeschicke, die breite öffentlich Beachtung fanden. Am 11. Januar 2009 fuhr sie im Massenstartrennen des Weltcups in Oberhof in Führung liegend zum zweiten Liegendschießen. Sie schoss jedoch stehend und hatte fünf Fehlschüsse, weil ihre fünf Treffer auf den falschen Scheiben, den Stehendscheiben, einschlugen. Diesen Irrtum bemerkte sie erst beim Verlassen des Schießstandes. Kurz danach gab sie das Rennen auf. Domratschawa war die erste Biathletin, der ein solches Versehen in einem Weltcup-Massenstart unterlief. Ein Jahr später gab sie – erneut in Führung liegend beim Massenstart in Oberhof – beim dritten Schießen drei Schüsse auf die Scheiben des benachbarten Schießstandes ab („Crossfire“). Sie bemerkte ihren Fehler während des Schießens, traf noch eine eigene Scheibe und beendete das Rennen auf dem neunten Rang. Beim Weltcupfinale der Saison 2014/15 in Chanty-Mansijsk stellte sich Domratschawa wie 2009 in Oberhof beim Liegendschießen auf die Matte. Laut ihrer Aussage hörte sie die lauten Hinweise des Publikums und korrigierte daraufhin ihre Schießhaltung, bevor sie ihren ersten Schuss abgab. Sie entschied den Wettkampf später für sich.

## Öffentliches Bild und Würdigung

### Bedeutung in Belarus

Domratschawa auf belarussischen Briefmarken
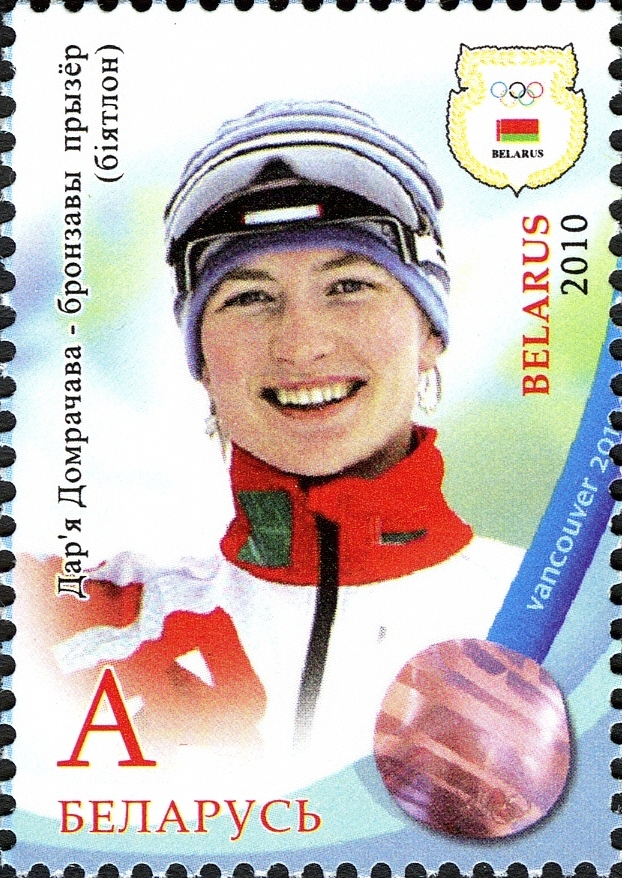
2010
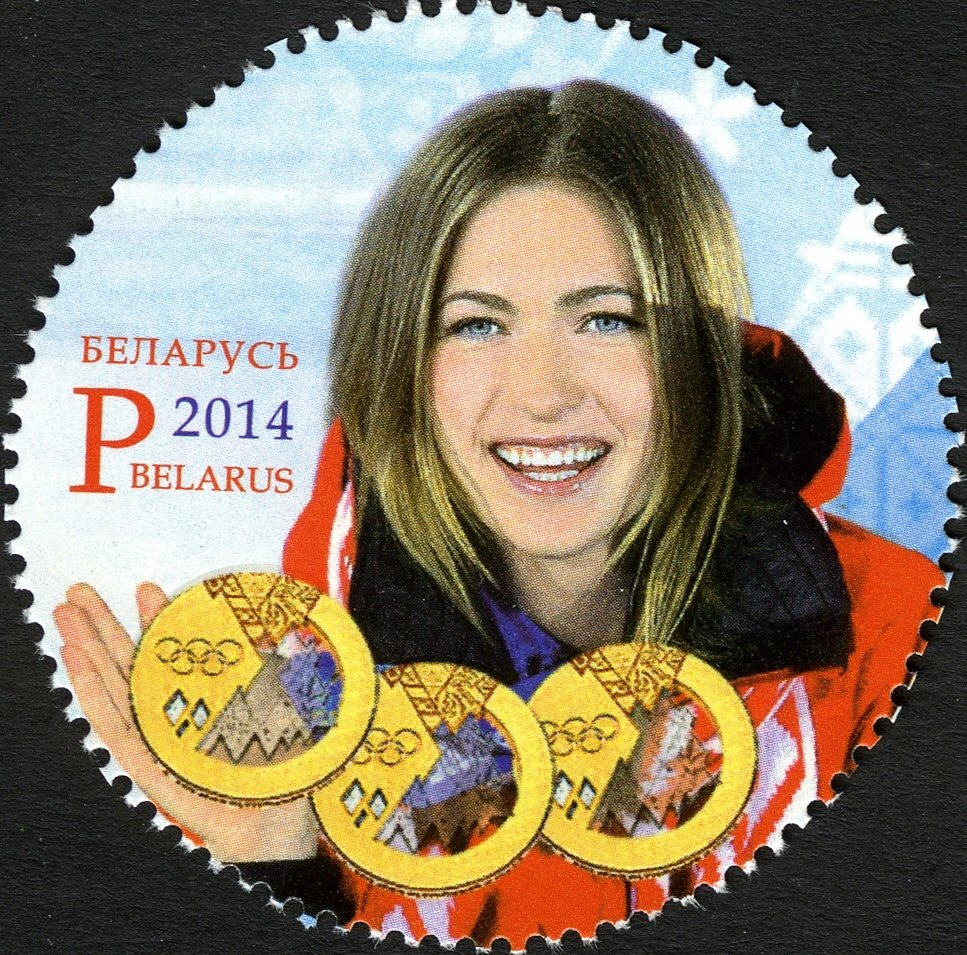
2014
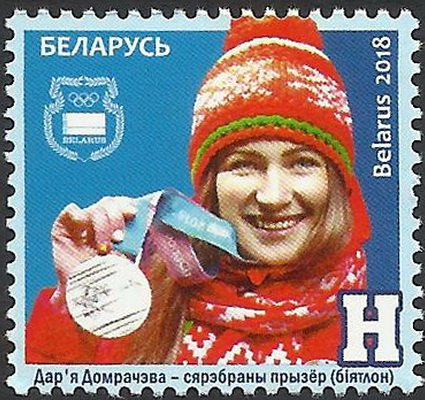
2018

Darja Domratschawa wurde durch ihre Erfolge zu einer der populärsten belarussischen Sportlerinnen in den 2010er-Jahren (neben der Weltranglistenersten im Tennis Wiktoryja Asaranka). Sowohl staatliche als auch unabhängige Medien feierten ihre Olympiasiege. Experten wählten sie Anfang 2018 bei einer Umfrage der Nachrichtenagentur BelaPAN zur einflussreichsten Frau des Landes vor der Politikerin Natallja Katschanawa und der Literaturnobelpreisträgerin Swetlana Alexijewitsch. Die belarussische Staatsführung um den autoritär regierenden Präsidenten Aljaksandr Lukaschenka nutzte Domratschawas internationale Bekanntheit, um sie als nationales Idol darzustellen und zu einer Werbeträgerin für den Staat zu machen. Ihr Gesicht wurde, wie auch das anderer einheimischer Olympiasieger, auf Briefmarken abgedruckt. 2013 verkündete sie die belarussischen Punkte beim Eurovision Song Contest. Nach ihren drei Olympiasiegen von Sotschi 2014 verlieh ihr Lukaschenka als erster Frau und erster Sportlerin sowie als insgesamt elfter Person die Auszeichnung Held von Belarus. Zudem zahlte ihr der Staat pro olympischer Goldmedaille eine Prämie in Höhe von 150.000 US-Dollar. Bis Juni 2014 war Domratschawa beim staatlichen Geheimdienst KGB angestellt. Sie erhielt über mehrere Jahre Förderung durch den KGB, erfüllte aber – auch nach Ansicht unabhängiger belarussischer Medien – keine politischen Aufgaben.
Im Rahmen der Massenproteste in Belarus, die sich insbesondere gegen Manipulationen der Präsidentschaftswahl 2020 richteten, veröffentlichte Domratschawa Mitte August 2020 einen Instagram-Post, in dem sie die Polizeieinheit OMON zu einem Ende der Gewalt aufrief. Anders als etwa die Freestyle-Skiing-Olympiasiegerin Hanna Huskowa unterzeichnete sie aber nicht den offenen Brief, in dem 300 Sportler Lukaschenka zu Neuwahlen aufforderten. Im Oktober 2020 wurde Domratschawas Bruder am Rande einer Demonstration von Sicherheitskräften zusammengeschlagen. Domratschawa äußerte sich daraufhin nach zwei Tagen mit einer abwägenden Kritik sowohl an den Protestierenden als auch an der Polizei, erklärte aber auch, ihr „öffentlicher Schmerz würde keines der gesellschaftlichen Probleme lösen“.

### Internationale Einschätzungen und Ehrungen
Im deutschsprachigen Raum erlangte Domratschawa vor allem als Konkurrentin von Magdalena Neuner in der Saison 2011/12 mediale Beachtung. Ein Porträt der Frankfurter Allgemeinen Zeitung charakterisierte sie im März 2012 als „Biathletin mit Starpotential“: Sie sei offen, mitteilsam und habe „mehr im Kopf als Biathlon“. Der gleiche Artikel zitierte Domratschawas langjährigen deutschen Trainer Klaus Siebert mit der Ansicht, sie könne sich gut einschätzen und konzentrieren, außerdem nehme sie Kritik an. Die deutschsprachige Website Spox.com schrieb 2015 über Domratschawa, es sei ihr anzumerken, dass sie die große Zuwendung der Medien sicher gerne genießen würde, dass sie sich aber zugleich von der Aufmerksamkeit beengt fühle. Sie wolle als Vorbild für Nachwuchssportler dienen, sich aber nicht in den Vordergrund drängen.
Domratschawa engagierte sich für verschiedene ehrenamtliche Projekte: Unter anderem war sie UN-Goodwill-Botschafterin für das Entwicklungsprogramm der Vereinten Nationen und setzte sich für Kinder in der Region um Homel ein, die an den Spätfolgen der Nuklearkatastrophe von Tschernobyl litten. Bis 2018 war sie zusammen mit Lowell Bailey, Ole Einar Bjørndalen und Aita Gasparin Mitglied des Athletenkomitees der Internationalen Biathlon-Union.
Im März 2014 wurde Domratschawa als vierte (weibliche) Biathletin – nach Andrea Henkel, Magdalena Neuner und Tora Berger – mit der Holmenkollen-Medaille ausgezeichnet. Zudem wählten sie die Vereinigung der europäischen Sportjournalisten zu Europas Sportlerin des Jahres 2014.

## Statistik

### Biathlon-Weltcup-Platzierungen
Die Tabelle zeigt alle Platzierungen (je nach Austragungsjahr einschließlich Olympische Spiele und Weltmeisterschaften).
- 1.–3. Platz: Anzahl der Podiumsplatzierungen
- Top 10: Anzahl der Platzierungen unter den ersten zehn (einschließlich Podium)
- Punkteränge: Anzahl der Platzierungen innerhalb der Punkteränge (einschließlich Podium und Top 10)
- Starts: Anzahl gelaufener Rennen in der jeweiligen Disziplin
- Staffel: inklusive Mixed- und Single-Mixed-Staffeln

| Platzierung | Einzel | Sprint | Verfolgung | Massenstart | Staffel | Gesamt |
| ----------- | ------ | ------ | ---------- | ----------- | ------- | ------ |
| 1. Platz    | 3      | 9      | 10         | 9           |         | 31     |
| 2. Platz    | 3      | 11     | 5          | 3           | 4       | 26     |
| 3. Platz    | 2      | 10     | 8          | 4           | 3       | 27     |
| Top 10      | 12     | 58     | 47         | 31          | 54      | 202    |
| Punkteränge | 24     | 91     | 69         | 40          | 62      | 286    |
| Starts      | 25     | 98     | 71         | 43          | 62      | 299    |

### Weltcupsiege in Einzelrennen
| Nr. | Datum         | Ort             | Disziplin   |
| --- | ------------- | --------------- | ----------- |
| 1.  | 13. März 2010 | Kontiolahti     | Sprint      |
| 2.  | 14. März 2010 | Kontiolahti     | Verfolgung  |
| 3.  | 20. März 2011 | Oslo            | Massenstart |
| 4.  | 1. Dez. 2011  | Östersund       | Einzel      |
| 5.  | 10. Dez. 2011 | Hochfilzen      | Verfolgung  |
| 6.  | 22. Jan. 2012 | Antholz         | Massenstart |
| 7.  | 4. März 2012  | Ruhpolding (WM) | Verfolgung  |
| 8.  | 17. März 2012 | Chanty-Mansijsk | Verfolgung  |
| 9.  | 18. März 2012 | Chanty-Mansijsk | Massenstart |
| 10. | 7. Dez. 2012  | Hochfilzen      | Sprint      |
| 11. | 17. Feb. 2013 | Nové Město (WM) | Massenstart |
| 12. | 7. März 2013  | Sotschi         | Einzel      |
| 13. | 3. Jan. 2014  | Oberhof         | Sprint      |
| 14. | 4. Jan. 2014  | Oberhof         | Verfolgung  |
| 15. | 9. März 2014  | Pokljuka        | Massenstart |
| 16. | 20. März 2014 | Oslo            | Sprint      |
| 17. | 4. Dez. 2014  | Östersund       | Einzel      |
| 18. | 20. Dez. 2014 | Pokljuka        | Verfolgung  |
| 19. | 11. Jan. 2015 | Oberhof         | Massenstart |
| 20. | 18. Jan. 2015 | Ruhpolding      | Massenstart |
| 21. | 23. Jan. 2015 | Antholz         | Sprint      |
| 22. | 24. Jan. 2015 | Antholz         | Verfolgung  |
| 23. | 8. Feb. 2015  | Nové Město      | Verfolgung  |
| 24. | 14. Feb. 2015 | Oslo            | Sprint      |
| 25. | 21. März 2015 | Chanty-Mansijsk | Verfolgung  |
| 26. | 8. Dez. 2017  | Hochfilzen      | Sprint      |
| 27. | 21. Jan. 2018 | Antholz         | Massenstart |
| 28. | 9. März 2018  | Kontiolahti     | Sprint      |
| 29. | 18. März 2018 | Oslo            | Verfolgung  |
| 30. | 23. März 2018 | Tjumen          | Sprint      |
| 31. | 25. März 2018 | Tjumen          | Massenstart |

### Olympische Winterspiele
Ergebnisse bei Olympischen Winterspielen:
|                                             | Einzelwettbewerbe | Einzelwettbewerbe | Einzelwettbewerbe | Einzelwettbewerbe | Staffelwettbewerbe | Staffelwettbewerbe |
| Sprint                                      | Verfolgung        | Einzel            | Massenstart       | Damenstaffel      | Mixedstaffel       |                    |
| ------------------------------------------- | ----------------- | ----------------- | ----------------- | ----------------- | ------------------ | ------------------ |
| Olympische Winterspiele 2010 \| Vancouver   | 8.                | 14.               | 3.                | 5.                | 7.                 |                    |
| Olympische Winterspiele 2014 \| Sotschi     | 9.                | 1.                | 1.                | 1.                | 4.                 | –                  |
| Olympische Winterspiele 2018 \| Pyeongchang | 9.                | 37.               | 27.               | 2.                | 1.                 | 5.                 |

### Biathlon-Weltmeisterschaften
Ergebnisse bei Weltmeisterschaften:
| Weltmeisterschaften | Weltmeisterschaften | Einzelwettbewerbe | Einzelwettbewerbe | Einzelwettbewerbe | Einzelwettbewerbe | Staffelwettbewerbe | Staffelwettbewerbe | Staffelwettbewerbe |
| Jahr                | Ort                 | Einzel            | Sprint            | Verfolgung        | Massenstart       | Frauenstaffel      | Mixedstaffel       |                    |
| ------------------- | ------------------- | ----------------- | ----------------- | ----------------- | ----------------- | ------------------ | ------------------ | ------------------ |
| 2007                | Antholz             | –                 | 13.               | 22.               | DNF               | 5.                 | 13.                |                    |
| 2008                | Östersund           | –                 | 46.               | 25.               | –                 | 5.                 | 2.                 |                    |
| 2009                | Pyeongchang         | 11.               | 53.               | 5.                | 6.                | 4.                 | 9.                 |                    |
| 2010                | Chanty-Mansijsk     | –                 | –                 | –                 | –                 | –                  | 9.                 |                    |
| 2011                | Chanty-Mansijsk     | 19.               | 25.               | 34.               | 2.                | 3.                 | 10.                |                    |
| 2012                | Ruhpolding          | 25.               | 2.                | 1.                | 5.                | 4.                 | 6.                 |                    |
| 2013                | Nové Město          | 33.               | 43.               | 25.               | 1.                | 7.                 | 10.                |                    |
| 2015                | Kontiolahti         | 16.               | 25.               | 7.                | 4.                | 6.                 | 4.                 |                    |
| 2017                | Hochfilzen          | 13.               | 27.               | 2.                | 19.               | 9.                 | –                  |                    |